# Endlösung der Judenfrage

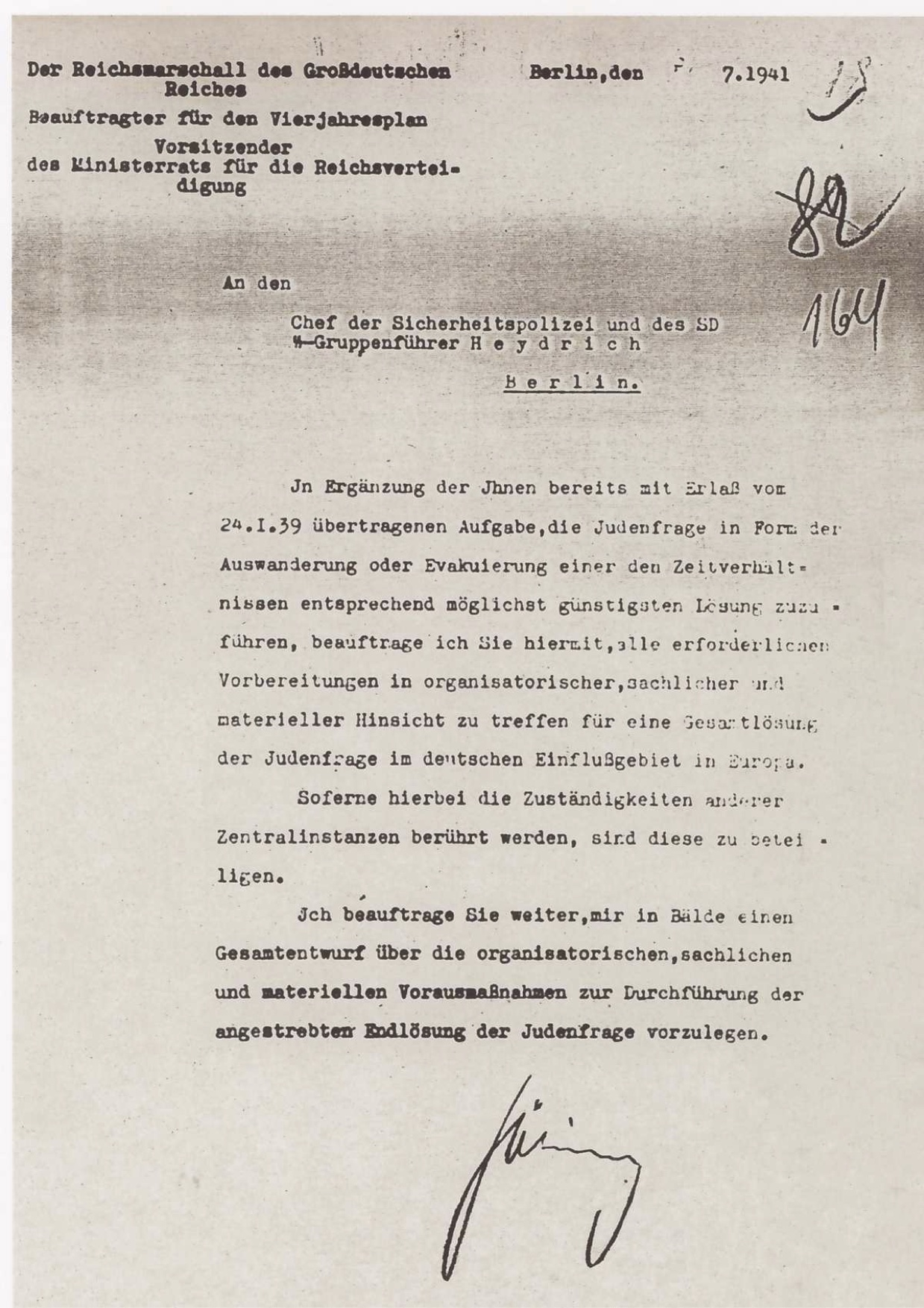
Pisemne zlecenie przez Göringa Heydrichowi „ostatecznego rozwiązania kwestii żydowskiej”, lipiec 1941

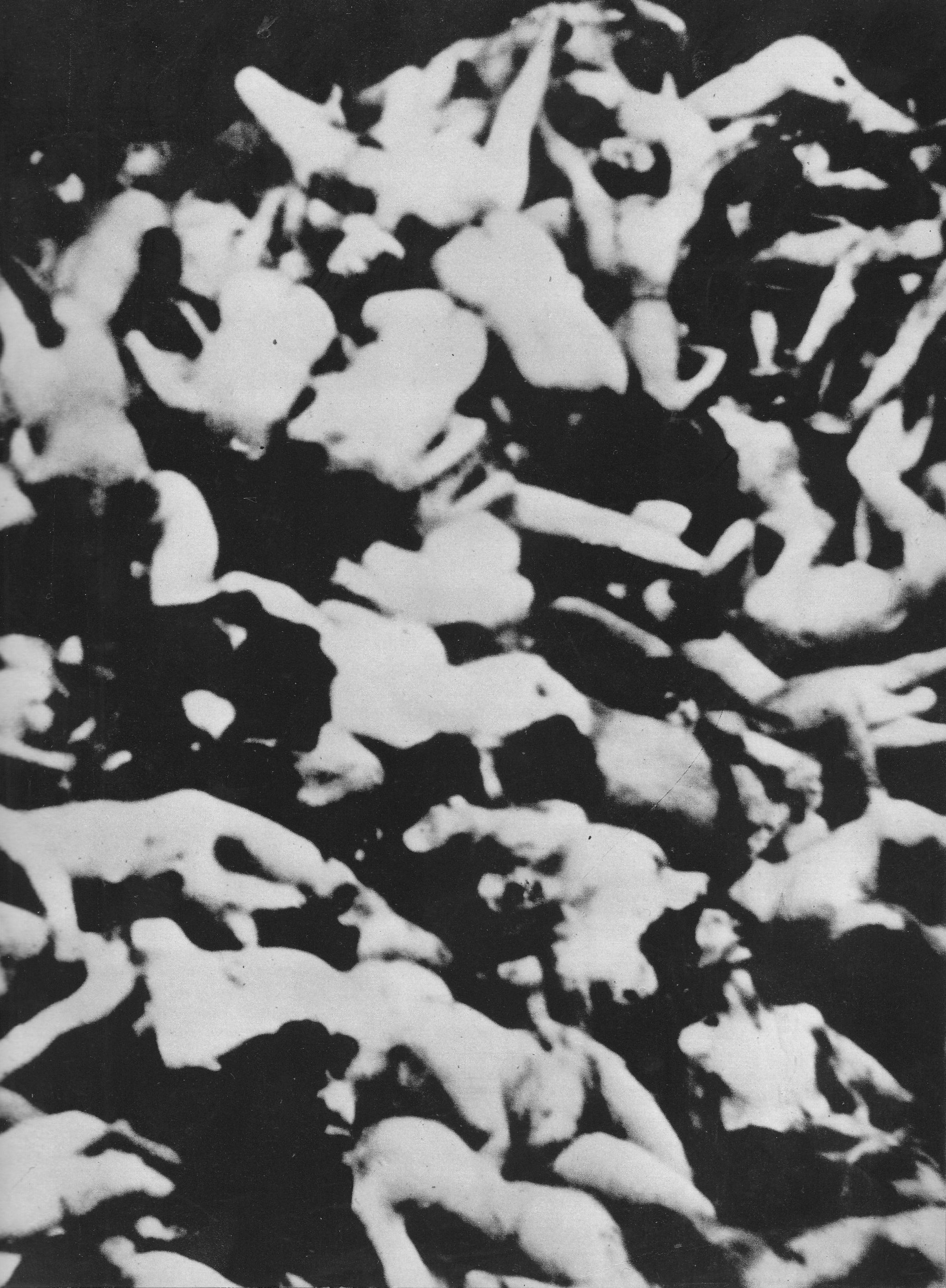
Ciała Żydów zagazowanych w komorach gazowych w obozie zagłady w Treblince

Endlösung der Judenfrage (z niem. „ostateczne rozwiązanie kwestii żydowskiej”) – eufemistyczne określenie nazistowskiego planu zagłady europejskich Żydów, przedstawionego na konferencji w Wannsee.

## Historia
Po ataku Niemiec na Polskę 1 września 1939 (Fall Weiss), a następnie 22 czerwca 1941 na ZSRR (Operacja Barbarossa) pod niemiecką okupacją znalazły się miliony osób pochodzenia żydowskiego. Decyzje dotyczące szczegółów technicznych akcji podjęto podczas Konferencji w Wannsee, 20 stycznia 1942. Ostateczne rozwiązanie wdrażano przede wszystkim w specjalnie utworzonych obozach zagłady.
Podczas wojny niemieccy naziści i ich sojusznicy zamordowali 5-6 milionów europejskich Żydów.

## Filmy
- Die Wannseekonferenz (TV 1984).
- Ostateczne rozwiązanie (oryg. Conspiracy) (TV 2001)[3]